# Hipposideros camerunensis
Hipposideros camerunensis је сисар из реда слепих мишева и фамилије Hipposideridae.

## Угроженост
Подаци о распрострањености ове врсте су недовољни.

## Распрострањење
Врста има станиште у Кенији, ДР Конгу и Камеруну.

## Станиште
Станиште врсте су шуме.